# Francisco Javier Aguilar García
Francisco Javier Aguilar García (Morelos, México, agosto de 1949) es un sociólogo, politólogo, investigador, catedrático y académico mexicano. Se ha especializado en el estudio del Estado, Sindicalismo y los Movimientos sociales en México y en otros países. Se desempeña como Investigador Titular C de Tiempo Completo en el Instituto de Investigaciones Sociales (Universidad Nacional Autónoma de México)

## Trayectoria
Cursó la licenciatura de Sociología en la Facultad de Ciencias Políticas y Sociales de la Universidad Nacional Autónoma de México (UNAM). Obtuvo la Maestría y Doctorado en Ciencia Política, ambas por la UNAM.

## Investigador y académico
Ha impartió 27 cursos de licenciatura en la Facultad de Ciencias Políticas y Sociales de la UNAM. En el Programa de Posgrado de Ciencias Políticas y Sociales ha impartido 68 seminarios curriculares. Actualmente es Tutor de Posgrado en 6 Programas: Ciencias Políticas y Sociales, Estudios Latinoamericanos, Psicología, Contaduría y Administración, Trabajo Social, Ciencias de la Sostenibilidad
Es Miembro de la Academia Mexicana de Ciencias; Academia de Ciencias Políticas, pertenece a la Sociedad Mexicana de Geografía y Estadística; de la Asociación de Historiadores Latinoamericanistas; Consejo Europeo de Investigaciones Sociales de América Latina CEISAL, Latín American Sociology Association y del Comité 47 de la Asociación Internacional de Sociología.
Su campo de estudio lo llevó a formar parte de la Red Mexicana de Investigadores sobre el Trabajo, Asociación Mexicana de Estudios sobre el Trabajo, Red de Estudios de los Movimientos Sociales.
Sus líneas de investigación lo llevaron a realizar Estancias de Investigación en: Ámsterdam, Berlín, Moscú, Sao Paulo, Río de Janeiro, Montevideo, Buenos Aires, Caracas, París y la Benemérita Universidad Autónoma de Puebla

## Obras publicadas
- Aguilar García, Francisco, Javier. Coordinador. Los Movimientos Sociales en la vida política mexicana. México, 2019, IISUNAM.[5]
- Aguilar García, Javier (coord.), Los movimientos sociales de lo local a lo global, 2019, IISUNAM, 297 pp.[6]
- Aguilar García, Javier, (coord.), Los Movimientos Sociales en México y Latinoamérica, México, 2017, IISUNAM, 284 pp. ISN: 978-607-02-9288-0.[7]
- Aguilar García, Francisco, Javier, Estado, Crecimiento Económico y Agrupaciones Sindicales. Del Porfirismo al periodo neoliberal en el siglo XXI. México, 2017, IISUNAM, 486 pp., Volumen I. ISBN: 978-607-02-8842-5.[8]
- Aguilar García, Francisco, Javier, Estado, Crecimiento Económico y Agrupaciones Sindicales. Del Porfirismo al periodo neoliberal en el siglo XXI. México, 2017, IISUNAM, 922 pp., Volumen II. ISBN: 978-607-02-8839-5.[9]
- Aguilar García, Javier, (coord.), Trabajo, Tasa Sindical y Movimientos Sociales en América Latina, en proceso editorial, IISUNAM, 2017.
- Aguilar García, Francisco, Javier, Coordinador con Camarena Luhrs, Margarita, del libro: Los Movimientos Sociales en la Dinámica de la Globalización, México, IISUNAM, 2015, 318 pp., ISBN: 978-607-02-6616-4.[10]
- Aguilar García, Francisco, Javier, coautor con Zepeda, Roberto, Mundialización y Tasa Sindical en las Sociedades Contemporáneas, México, IISUNAM, 2015, 394 pp., ISBN: 978-607-02-6585-3.[11]
- Aguilar García, Francisco, Javier, "La Tasa de Sindicalización en México", en el libro Expresiones del Mundo Laboral, coordinado por María Teresa Ventura Rodríguez, BUAP, Instituto de Ciencias Sociales y Humanidades, 2014, de la p. 57 a la p. 72.[12]
- Aguilar García, Francisco, Javier y Roberto Zepeda Martínez, "Política Neoliberal y Democracia en América Latina", en Revista Contextualizaciones Latinoamericanas, Guadalajara, Departamento de Estudios Ibéricos y Latinoamericanos de la Universidad de Guadalajara, Año 5, n° 9, julio-diciembre de 2013, 17 pp.
- Aguilar García Francisco Javier, La modernización y las agrupaciones sindicales mexicanas. Economía y política, 1980-1990. Ed. Académica Española, publicado en Alemania,227 p. ISBN: 978-3-659-06407-4, 2013. Libro impreso y electrónico
- Aguilar García, Francisco Javier El sindicalismo mexicano en el siglo XXI. Panorama y densidad

sindical. Ed. Académica Española, 2012, publicado en Alemania, 139 p. ISBN: 978-3-659-00284-7. 
- Aguilar, Francisco Javier. Coautor con Zepeda, Roberto: Globalización, política neoliberal y tasa sindical en Estados Unidos, Canadá, México, Reino Unido, Francia y España 1980-2008. Ed. UACM−Plaza y Valdés, 2011, 289 p. ISBN: 978-607-402-305-3.[13]
- Aguilar García, Francisco, Javier. Coordinador, et al. Historia de la Confederación de Trabajadores de México, CTM. El movimiento obrero y el Estado mexicano 1936-2006. Ed. IIS−UNAM, 2009, 800 p. ISBN: 978-970-3221-04-2.[14]
- Globalización, trabajo y sindicalismo en México. Ed. ITACA−Fundación K. Adenauer, México,[15]

2008, 256 p. ISBN: 968-7943-98-5.
- Coautor con Vargas, Reyna: La CTM en el periodo de la globalización. Del sexenio de Carlos Salinas al gobierno de Vicente Fox. Ed. UAEM, México, 2006, 232 p. ISBN: 968–835-899-1.[16]
- La población trabajadora y sindicalizada en México en el periodo de la globalización. Ed. FCE−UNAM, 1ª Reimpresión, 2005, 424 p. ISBN: 968−16−6333-0.[17]
- “El Estado Mexicano, la Modernización y los Obreros” en El nuevo Estado mexicano, vol. III: ‘Estado, actores y movimientos sociales’ coordinado por Alonso Jorge, Aziz Alberto y Tamayo, Jaime.[18]

Ed. Nueva Imagen, Universidad de Guadalajara−CIESAS, 1992, 290 p., p. 33 a 86.
- Historia de la Confederación de Trabajadores de México, CTM, 1936−1990, vol. II. Ed. UNAM, 1990, p. 361 a 746.
- Historia de la Confederación de Trabajadores de México, CTM, 1936−1990, vol. I. Ed. UNAM, 1990, p. 1 a 360.
- Los sindicatos nacionales en el México contemporáneo, vol. 5:“Electricistas”. Ed. G.V., México,1989, 286 p.
- Los sindicatos nacionales en el México contemporáneo, vol. 4:“Educación, telefonistas y bancarios”. Ed. G.V., México, 1989, 263 p.
- Los sindicatos nacionales en el México contemporáneo, vol. 3:“Industrias dinámicas”. Ed. G.V., México, 1988, 365 p.
- Los sindicatos nacionales en el México contemporáneo, vol. 2 :“Minero−Metalúrgico”. Ed. G.V., México, 1987, 324 pp.
- Los sindicatos nacionales en el México, vol. 1 :“Petroleros”. Ed. G.V., México, 1986, 384 pp.
- “Los Sindicatos Nacionales”, en la Colección El Obrero Mexicano, vol. 3, Edit. Siglo XXI; 1.ª edición, 1984, 267 pp., pp. 117-209; 2.ª edición, 1985, 267 pp., pp. 117-209.
- La política sindical en México: Industria del automóvil. Ed. Era, colección “Problemas de México”, 1982, 195 p.
- “El sindicalismo del sector automotriz 1969-1976” en Cuadernos Políticos, ed. Era, No. 16, abril- junio de 1978, p. 44 a 64.